# Matilda Joslyn Gage
Matilda Joslyn Gage (Cicero, New York, 1826. március 24. – Chicago, Illinois, 1898. március 18.) női szavazójogért küzdő aktivista, amerikai őslakos jogokért küzdő aktivista, abolicionista, szabadgondolkodó és termékeny író volt, aki „gyűlölte az elnyomást”.
Pályafutását előadóként kezdte egy nőjogi rendezvényen Syracuse-ban, New York-ban, 1852-ben. Az eseményen ő volt a legfiatalabb előadó, amit követően a nők szavazáshoz való jogának elérését tűzte ki élete céljául.

## Élete
1845. január 6-án, 18 évesen, összeházasodott a kereskedő Henry H. Gage-dzsel. Állandó lakóhelyük a New York állambeli Fayettville lett. 
Itt élt életének legnagyobb részében. Férjével együtt öt gyermekük volt: Charles Henry (aki csecsemőkorban halt meg), Helen Leslie, Thomas Clarkson, Julia Louise és Maud. 
Gage Chicagóban halt meg 1898-ban, veje, L. Frank Baum otthonában. Ugyan elhamvasztották, a Fayetteville-i temetőben sírkő emlékezik meg róla, melyre a következő idézetet vésték: Létezik egy szó, amely édesebb, mint az anya, az otthon vagy a menny. Ez szó a szabadság.

## Matilda-effektus és hatása
A tudományos történész, Margaret W. Rossiter 1993-ban Matilda Gage után nevezte el a Matilda-effektust, hogy azonosítsa azt a társadalmi jelenséget, amikor a női tudósok indokolatlanul kevesebb elismerést kapnak a tudományos munkájukért, mint amit valójában érdemelnek. A Matilda-effektus a Matthew-effektus szükségszerű következménye, amelyet Robert K. Merton szociológus fogalmazott meg. Gage pályafutásáról könyvet írt Charlotte M. Shapiro és Sally Roesch Wagner is.

## Válogatott publikációi
- "Is Woman Her Own?", The Revolution, 1868. április 9., szerk. Elizabeth Cady Stanton, Parker Pillsbury. 215–216. o.
- "Prospectus", The National Citizen and Ballot Box, szerk. Matilda E. J. Gage. 1878 május, 1. o.
- "Indian Citizenship", The National Citizen and Ballot Box, szerk. Matilda E. J. Gage. 1878 május, 2. o.
- "All The Rights I Want", The National Citizen and Ballot Box, szerk. Matilda E. J. Gage. 1879 január, 2. o.
- "A Sermon Against Woman", The National Citizen and Ballot Box, szerk. Matilda E. J. Gage. 1881 szeptember, 2. o.
- "God in the Constitution", The National Citizen and Ballot Box, szerk. Matilda E. J. Gage. 1881 október. 2. o.[8]
- "What the government exacts", The National Citizen and Ballot Box, szerk. Matilda E. J. Gage. 1881 október, 2. o.[8]
- "Working women", The National Citizen and Ballot Box, szerk. Matilda E. J. Gage. 1881 október, 3. o.[8]
- Woman As Inventor, 1870, Fayetteville, NY: F.A. Darling
- History of Woman Suffrage, 1881, Cady Stanton, E., Anthony, S.B., Gage, M. E. J., Harper, I.H. (újrakiadás: 1985, Salem NH: Ayer Company)
- The Aberdeen Saturday Pioneer, 1891 március 14 és 21, szerkesztő és vezércikkek írója
- Woman, Church and State, 1893 (újrakiadás: 1980, Watertowne MA: Persephone Press)

## Fordítás
- Ez a szócikk részben vagy egészben  a   Matilda Joslyn Gage című angol Wikipédia-szócikk fordításán alapul.  Az eredeti cikk szerkesztőit annak laptörténete sorolja fel. Ez a jelzés csupán a megfogalmazás eredetét és a szerzői jogokat jelzi, nem szolgál a cikkben szereplő információk forrásmegjelöléseként.